# 卡里氏硬頭海鯽
卡里氏硬頭海鲫（学名：Hypsurus caryi），為輻鰭魚綱鱸形目隆頭魚亞目海鯽科的其中一種，分布於東太平洋區，從美國加州北部至墨西哥加利福尼亞灣北部海域，棲息深度可達40公尺，體長可達30公分，主要生活在海草生長的岩石海域，屬肉食性，胎生，生活習性不明。